# Nyisztor György
Nyisztor György (Szatmárnémeti, 1869. december 22. – Budapest, 1956. január 7.) magyar földmunkás, kommunista politikus, a Magyarországi Tanácsköztársaság idején földművelési népbiztos.

## Életpályája
Édesapja Nyisztor György földmunkás, édesanyja Buga Anna cseléd volt. Gyermekkorában előbb mint cseléd, később mint gulyásbojtár dolgozott, majd kanász lett, utána pedig favágó. Ezután napszámos volt a szatmárnémeti szeszgyárban. A kubikosmozgalomba az 1890-es évek elején kapcsolódott be, a szocialista eszmékkel is megismerkedett, két társával együtt alapították meg Szatmárnémetiben az SZDP helyi szervezetét. Eljárt vidékre, ahol a magyar, illetve román munkások és földmunkások aratósztrájkjainak, valamint munkásmegmozdulásainak szervezésén munkálkodott. 1906. január 7-én a Magyarországi Földmunkások Országos Szövetségének alakuló ülése beválasztotta őt a központi vezetőségbe, utána a Szövetség titkára lett. Részt vett az ország különböző pontjain fellendülő sztrájkmozgalmakban függetlenített vezetőként, nemsokára annak egyik legismertebb agitátorrává lépett elő. Tehetséges szónoknak tartották. Részt vett a Mezőfi Vilmos és hívei ellen megrendezett vitákban. 1907-ben a pécsi szabadoktatási kongresszus munkájában is segédkezett. Cikkeit a Világszabadság, a földmunkások lapja közölte. A következetes baloldali álláspontot képviselte a szövetség vezetőségében.
Jelen volt azokon a szociáldemokrata megbeszéléseken, amelyek az 1918 októberi forradalmi megmozdulást előkészítették. Miután a köztársaságot kikiáltották, a baloldalhoz tartozott a párton belül. 1919 márciusában lett a KMP tagja, a Magyarországi Tanácsköztársaság alatt földművelésügyi népbiztosként tevékenykedett. A kommün bukását követően a Földmunkás Szövetség további fenntartását tűzte ki célul, azonban augusztus 5-én letartóztatták. 1920-ban állították bíróság elé kilenc népbiztostársával együtt, és a népbiztosperben életfogytiglani fegyházbüntetést szabtak rá ki. 1921-ben a szovjet-magyar fogolycsere-akció keretében került át a Szovjetunióba, ahonnan már mint nyugdíjas került haza 1945-ben. Haláláig pártmunkát végzett.

## Emlékezete
- Nevét a Nyisztor utca viselte Budapest XIV. kerületében 1961 és 1991 között. (Az utca neve azóta Padlizsán utca.)[2]
- Gödöllőn az Egyetem tér régi neve volt a Nyisztor György tér.